# Warmer Südwind
Warmer Südwind war eine deutsche Krautrock-Band.
Die Band bestand um die Musiker Eschi Rehm, Reiner Borchert und Bent Jacobsen, mit Schwul veröffentlichte sie 1977 bei Trikont ihr einziges Album. In den von Eschi Rehm und Reinhard von der Marwitz geschriebenen Texten wird offen die Homosexualität der Bandmitglieder und ihr Selbstverständnis als Schwule thematisiert, weshalb Warmer Südwind als erste schwule Rockband in Deutschland gelten.
Eschi Rehm trat in den frühen 1980ern musikalisch noch mit den New-Wave-Bands Die Gesunden und Geile Tiere in Erscheinung.

## Schwul
Das Album erschien bei Trikont unter dem Labelcode US-29, außer den festen Musikern sind darauf Wolfi Graf (Bass), Karl Ruthenberg (Schlagzeug), Klaus Waschke (Geige), Harry Bunge (Klavier) und Horst Schreck (Saxophon) zu hören. Der erste Titel Die liebe Familie ist eine Übersetzung des Stückes Den Kære Familie von Bent Jacobsen, das dieser 1975 auf seinem Solo-Album Bøsse veröffentlicht hatte.
Titelliste
1. Die liebe Familie – 5:11
2. Bisher – 3:58
3. Der schwule Markt – 7:35
4. Flossenbürg – 5:35
5. Dreh dich, schwarzer Ledermann – 5:27
6. An den linken Mann – 4:35
7. Schwul – 10:22